# Evermann Cove
Die Evermann Cove ist eine 300 m lange Bucht an der Südküste von Bird Island vor dem westlichen Ende von Südgeorgien. Sie liegt unmittelbar südwestlich der Jordan Cove.
Teilnehmer der South Georgia Biological Expedition (1958–1959) nahmen Vermessungen der Bucht vor. Das UK Antarctic Place-Names Committee benannte sie 1961 nach dem US-amerikanischen Ichthyologen Barton Warren Evermann (1853–1932), der sich als Mitarbeiter des U.S. Bureau of Fisheries zwischen 1891 und 1914 für den Bestandsschutz von Pelzrobben eingesetzt hatte.